# 湯瑪斯·馬修·克魯克斯
湯瑪斯·馬修·克魯克斯（英語：Thomas Matthew Crooks，2003年9月20日—2024年7月13日），是一名美國人，其涉嫌在2024年7月13日於美國賓夕凡尼亞州巴特勒的競選演講中對美國前總統當勞·特朗普進行了一次未遂的行刺並被特勤局反狙击队狙擊手用SR-25狙擊步槍擊斃。

## 生平
克魯克斯出生於美國賓夕法尼亞州贝塞尔帕克，他的父母均是註冊社工。他居所位於中產社區。
克魯克斯於2022年畢業於貝塞爾帕克高中。克魯克斯的同學們對於其在高中時期之個性、政治觀點及生平資訊的描述存在很大差異，且互相矛盾。有部份克魯克斯的高中同學接受媒體採訪指，其被形容為「孤獨的人」，在高中時被同學欺凌，其有時還穿著「狩獵服去學校」；另有同學稱他「總是在考試中取得好成績」，並且對歷史深感興趣。另外有同學否認他被欺凌過這一說法，形容其「友善」、性格溫和，且樂於助人。報導指克魯克斯喜歡下棋和電子遊戲，並且正在學習如何編程。他在同年成為「國家數學與科學倡議計劃」頒發的500美元獎金「科學傑出明星獎」之20名獲獎者之一。克魯克斯曾申請加入貝塞爾帕克高中步槍代表隊，但由於槍法不佳而沒有被錄取。貝塞爾帕克學區表示，沒有克魯克斯參加步槍代表隊入選試的記錄。其後來成為匹茲堡射擊俱樂部克萊頓運動員俱樂部的會員。2023年，他出現在投資公司貝萊德的廣告中，該廣告是在他的高中就學時拍攝；行刺未遂後，貝萊德將這則廣告撤下。
克魯克斯在高中畢業後，於貝塞爾帕克熟練護理和康復中心擔任廚工。在其行刺特朗普前兩個月，克魯克斯獲得亞利加尼縣社區學院的工程科學副學士學位。克魯克斯沒有任何已知犯罪記錄，美國國防部也證實他未曾服役。然而，他的同學表示克魯克斯有意服役，並希望以這種途徑獲得大學教育。

### 政治觀點
克魯克斯的老師、同學和據稱與其互動過的同儕描述其際遇和立場存在著顯著差異且相互矛盾。
公開紀錄未能提供他明確的政治觀點，他在政治活動的跡象似乎也顯示其立場矛盾，沒有任何已知的社交媒體帖子或文章表明他的意識形態。當局表示，不清楚他的政治觀點，亦無法確定其行刺企圖是否與此相關。
克魯克斯是註冊共和黨員。2021年9月，他成為一名登記選民，即其年滿18歲的月份時獲得投票權。然而在2021年1月20日，喬·拜登就職美國總統典禮當天，17歲的他通過民主黨籌款平台ActBlue向「進步投票項目」捐贈15美元。而他只在2022年美國選舉中投過票。
根據「進步投票項目」的說法，克魯克斯在收到一封邀請他「收看」就職典禮的電子郵件後決定捐款，並於2022年從該組織的郵件列表中取消訂閱。
曾在高中與克魯克斯一起上過美國歷史課的同學稱，其政治觀點「略為右傾」。其中一名同學則認為克魯克斯「絕對是保守派」，並且「無論如何，總是堅持保守立場」。另有一名中學時期的同學稱，其可能曾見過克魯克斯本人或他的一個朋友穿著支持特朗普的相關襯衫。

## 行刺特朗普
2024年7月13日，美國前總統當勞·特朗普於巴特勒農展會為2024年美國總統選舉進行競選演講期間，克魯克斯事先購買50發彈藥，穿著YouTube槍支頻道Demolition Ranch的襯衫，乘坐載有爆炸裝置的車到達會場，其手持由其父親合法購買的阿瑪萊特AR-15步槍，攀上一棟距離演講現場約120米的製造工廠，趴臥在平頂屋頂狙擊特朗普。據BBC報道指，一名目擊者看到克魯克斯手持步槍匍匐屋頂上。目擊者將之告訴警員，但他的警告被忽視。
其第一槍射穿特朗普的右耳廓，僅造成輕傷。隨後的7發子彈亦未能擊中特朗普，卻擊中特朗普後方幾名演講觀眾。一名約50歲的男子科里·孔佩拉托雷死亡，另有兩人重傷，輕傷者包括美國眾議員羅尼·傑克遜的侄子。暗殺事件發生後，克魯克斯被特勤局反狙击队使用SR-25狙擊步槍當場擊斃。由於克魯克斯沒有在槍擊現場攜帶身份證明，聯邦調查局事後通過分析他的DNA確認他的身份。